# Liste des joueurs du KSK Beveren
Cette liste reprend les 405 joueurs de football qui ont évolué au KSK Beveren (matricule 2300) depuis la fondation du club jusqu'à sa disparition en 2010.
ATTENTION : les joueurs de l'actuel Waasland-Beveren (matricule 4068) ne doivent PAS être ajoutés à cette liste mais à celles des joueurs de Waasland-Beveren.
- Haut – A
- B
- C
- D
- E
- F
- G
- H
- I
- J
- K
- L
- M
- N
- O
- P
- Q
- R
- S
- T
- U
- V
- W
- X
- Y
- Z

## A
| Joueur                  | Nationalité   | Position          | Date de naissance | Période(s) | Matches (dont D1) | Buts | Jaunes | Rouges |
| ----------------------- | ------------- | ----------------- | ----------------- | ---------- | ----------------- | ---- | ------ | ------ |
| Amodou Abdullei         | Nigeria       | Attaquant         | 20/12/1987        | 2009-2010  | 11 (0)            | 3    | 1      | 2      |
| Cristian Acevedo        | Argentine     | Milieu de terrain | 2/06/1974         | 1999-2000  | 3 (3)             | 0    | 0      | 0      |
| Daniel Adjei Boateng    | Ghana         | Milieu de terrain | 20/11/1988        | 2009-2010  | 2 (2)             | 0    | 0      | 0      |
| Yannick Aerts           | Belgique      | Défenseur         | 23/06/1990        | 2007-2010  | 28 (0)            | 1    | 2      | 0      |
| Roméo Affessi           | Côte d'Ivoire | Milieu de terrain | 19/02/1984        | 2003-2007  | 81 (81)           | 6    | 11     | 0      |
| Kuami Agboh             | Togo          | Milieu de terrain | 28/12/1977        | 2005-2006  | 9 (9)             | 1    | 0      | 0      |
| Murat Akin              | Turquie       | Milieu de terrain | 22/10/1986        | 2004-2006  | 2 (2)             | 0    | 0      | 0      |
| Erwin Albert            | Allemagne     | Attaquant         | 27/03/1954        | 1978-1986  | 215 (215)         | 127  | 5      | 1      |
| Patrick Albert          | Belgique      | Gardien de but    | 13/11/1951        | 1978-1979  | 1 (1)             | 0    | 0      | 0      |
| David Alcock            | Angleterre    | Milieu de terrain | 9/11/1962         | 1980-1983  | 5 (5)             | 0    | 0      | 0      |
| Gonzalo Alves Rodriguez | Uruguay       | Défenseur         | 27/06/1976        | 2000-2001  | 32 (32)           | 2    | 4      | 0      |
| Ernest Asante           | Ghana         | Attaquant         | 6/11/1988         | 2009-2010  | 27 (0)            | 3    | 3      | 0      |

## B
| Joueur               | Nationalité         | Position          | Date de naissance | Période(s) | Matches (dont D1) | Buts | Jaunes | Rouges |
| -------------------- | ------------------- | ----------------- | ----------------- | ---------- | ----------------- | ---- | ------ | ------ |
| Sadio Ba             | Belgique            | Défenseur         | 24/01/1973        | 2007-2009  | 59 (59)           | 0    | 7      | 0      |
| Marc Baecke          | Belgique            | Défenseur         | 24/07/1956        | 1976-1986  | 200 (200)         | 8    | 3      | 0      |
| Anthony Baelemans    | Belgique            | ?                 | 30/07/1947        | 1969-1970  | 0 (0)             | 0    | 0      | 0      |
| Sophiane Baghdad     | France              | Milieu de terrain | 10/09/1980        | 2008-2010  | 58 (58)           | 1    | 10     | 1      |
| Kurt Bataille        | Belgique            | ?                 | 5/03/1970         | 1991-1992  | 0 (0)             | 0    | 0      | 0      |
| Hans Belligh         | Belgique            | Défenseur         | 6/04/1964         | 1990-1998  | 200 (200)         | 1    | 14     | 0      |
| Marc Bettens         | Belgique            | ?                 | 18/07/1963        | 1980-1985  | 0 (0)             | 0    | 0      | 0      |
| Ahiba Beugre         | Côte d'Ivoire       | Milieu de terrain | 7/08/1981         | 2004-2007  | 27 (27)           | 0    | 3      | 0      |
| Yvon Bikinda Wamoubi | République du Congo | Milieu de terrain | 23/02/1981        | 2005-2006  | 0 (0)             | 0    | 0      | 0      |
| Gilbert Bodart       | Belgique            | Gardien de but    | 2/09/1962         | 2001-2002  | 11 (11)           | 0    | 0      | 0      |
| Marnik Bogaerts      | Belgique            | Milieu de terrain | 15/04/1967        | 1991-1996  | 137 (137)         | 16   | 5      | 0      |
| Arthur Boka          | Côte d'Ivoire       | Défenseur         | 2/04/1983         | 2002-2004  | 61 (61)           | 5    | 9      | 2      |
| Ricardo Bonetto      | Italie              | Milieu de terrain | 20/03/1979        | 1998-2000  | 19 (19)           | 2    | 10     | 0      |
| Jacky Boonen         | Belgique            | Milieu de terrain | 9/04/1968         | 1992-1995  | 104 (97)          | 11   | 5      | 0      |
| Theo Bordui          | Belgique            | ?                 | 4/08/1961         | 1979-1980  | 0 (0)             | 0    | 0      | 0      |
| William Bosman       | Belgique            | Attaquant         | 27/04/1957        | 1974-1978  | 2 (2)             | 0    | 0      | 0      |
| Anouar Bou-Sfia      | Algérie             | Milieu de terrain | 19/11/1982        | 2001-2005  | 37 (37)           | 0    | 7      | 1      |
| Ivan Božić           | Bosnie-Herzégovine  | Attaquant         | 19/11/1983        | 2006-2007  | 17 (17)           | 0    | 1      | 1      |
| Cyriel Braem         | Belgique            | Attaquant         | 11/04/1949        | 1967-1971  | 0 (0)             | 0    | 0      | 0      |
| Roger Brosens        | Belgique            | ?                 | 19/05/1945        | 1968-1969  | 0 (0)             | 0    | 0      | 0      |
| Yves Buelinckx       | Belgique            | Attaquant         | 22/06/1972        | 1996-1997  | 6 (6)             | 1    | 0      | 1      |
| Paweł Buśkiewicz     | Pologne             | Attaquant         | 18/03/1983        | 2006-2007  | 13 (13)           | 0    | 1      | 0      |
| Cédric Busschaert    | Belgique            | ?                 | 30/06/1990        | 2007-2008  | 1 (1)             | 0    | 0      | 0      |
| Robert Buyens        | Belgique            | Milieu de terrain | 2/12/1964         | 1982-1992  | 117 (117)         | 10   | 12     | 0      |
| Freddy Buyl          | Belgique            | Défenseur         | 21/10/1944        | 1962-1983  | 402 (402)         | 2    | 5      | 1      |
| Jan Buys             | Belgique            | ?                 | 23/05/1979        | 1999-2000  | 0 (0)             | 0    | 0      | 0      |

## C
| Joueur              | Nationalité   | Position          | Date de naissance | Période(s) | Matches (dont D1) | Buts | Jaunes | Rouges |
| ------------------- | ------------- | ----------------- | ----------------- | ---------- | ----------------- | ---- | ------ | ------ |
| Koen Caluwé         | Belgique      | Défenseur         | 23/04/1975        | 1993-1995  | 5 (5)             | 0    | 0      | 0      |
| Robby Cap           | Belgique      | ?                 | 13/04/1970        | 1990-1993  | 1 (1)             | 0    | 0      | 0      |
| Hikmet Çapanoğlu    | Turquie       | Milieu de terrain | 29/10/1976        | 2000-2001  | 0 (0)             | 0    | 0      | 0      |
| Grégory Capidis     | Grèce         | ?                 | 9/08/1980         | 2000-2002  | 0 (0)             | 0    | 0      | 0      |
| Olivier Carette     | Belgique      | Attaquant         | 31/12/1967        | 1988-1990  | 42 (42)           | 0    | 0      | 0      |
| Jordy Cathoir       | Belgique      | Milieu de terrain | 29/07/1990        | 2007-2010  | 29 (0)            | 0    | 8      | 0      |
| Sidy Ceesay         | Belgique      | Attaquant         | 25/05/1990        | 2007-2010  | 55 (55)           | 8    | 4      | 0      |
| Zinou Chergui       | Belgique      | Défenseur         | 17/12/1983        | 2002-2003  | 3 (3)             | 0    | 0      | 0      |
| Liam Chilvers       | Angleterre    | Défenseur         | 6/10/1981         | 2002-2003  | 6 (6)             | 0    | 1      | 0      |
| Hans Christiaens    | Belgique      | Attaquant         | 12/01/1964        | 1982-1986  | 47 (47)           | 17   | 1      | 0      |
| Albert Cluytens     | Belgique      | Milieu de terrain | 16/11/1955        | 1975-1981  | 191 (191)         | 33   | 5      | 0      |
| Pieter Collen       | Belgique      | Défenseur         | 20/06/1980        | 2009-2010  | 16 (16)           | 0    | 1      | 0      |
| Gary Colling        | Belgique      | Attaquant         | 15/02/1970        | 1991-1994  | 39 (39)           | 2    | 3      | 1      |
| Johan Coninx        | Belgique      | Milieu de terrain | 15/08/1952        | 1970-1978  | 165 (165)         | 33   | 0      | 0      |
| Boubacar Barry Copa | Côte d'Ivoire | Gardien de but    | 30/12/1979        | 2003-2007  | 102 (102)         | 0    | 6      | 2      |
| Florin Cornățeanu   | Roumanie      | Attaquant         | 21/02/1972        | 1996-1997  | 26 (26)           | 1    | 4      | 0      |
| Jean Cornelis       | Belgique      | Défenseur         | 2/08/1941         | 1971-1972  | 30 (30)           | 0    | 0      | 0      |
| Osman Coşkun        | Turquie       | Milieu de terrain | 11/01/1972        | 2000-2001  | 3 (3)             | 0    | 0      | 0      |
| Kafoumba Coulibaly  | Côte d'Ivoire | Milieu de terrain | 26/10/1985        | 2004-2005  | 0 (0)             | 0    | 0      | 0      |
| Bob Cousin          | France        | Milieu de terrain | 4/11/1981         | 2008-2010  | 43 (0)            | 1    | 4      | 4      |
| Peter Creve         | Belgique      | Défenseur         | 17/08/1961        | 1980-1986  | 170 (170)         | 21   | 4      | 0      |
| Bart Cuypers        | Belgique      | ?                 | 28/05/1965        | 1982-1983  | 0 (0)             | 0    | 0      | 0      |

## D
| Joueur                 | Nationalité   | Position          | Date de naissance | Période(s) | Matches (dont D1) | Buts | Jaunes | Rouges |
| ---------------------- | ------------- | ----------------- | ----------------- | ---------- | ----------------- | ---- | ------ | ------ |
| David Damman           | Belgique      | Défenseur         | 2/09/1976         | 1996-1999  | 38 (38)           | 0    | 7      | 1      |
| Tomas Danilevičius     | Lituanie      | Attaquant         | 18/07/1978        | 1995-2002  | 30 (30)           | 12   | 4      | 0      |
| Rubin Dantschotter     | Belgique      | Gardien de but    | 18/02/1986        | 2008-2009  | 33 (33)           | 0    | 0      | 0      |
| Tomas Daumantas        | Lituanie      | Milieu de terrain | 30/08/1975        | 1993-1996  | 9 (9)             | 0    | 0      | 0      |
| Gunther Dauwe          | Belgique      | Attaquant         | 10/07/1958        | 1976-1977  | 1 (1)             | 0    | 0      | 0      |
| Ronald De Badts        | Pays-Bas      | Milieu de terrain | 25/02/1947        | 1970-1972  | 0 (0)             | 0    | 0      | 0      |
| Guido De Baere         | Belgique      | ?                 | 23/05/1955        | 1974-1975  | 26 (26)           | 2    | 0      | 0      |
| Tim De Bondt           | Belgique      | Milieu de terrain | 1/01/1980         | 2000-2001  | 1 (1)             | 0    | 0      | 0      |
| Bram De Bruyn          | Belgique      | Gardien de but    | 26/06/1990        | 2007-2010  | 3 (3)             | 0    | 0      | 0      |
| Paul De Bruyn          | Belgique      | ?                 | 31/03/1959        | 1980-1981  | 0 (0)             | 0    | 0      | 0      |
| Daniël De Cubber       | Belgique      | Milieu de terrain | 19/04/1954        | 1980-1981  | 31 (31)           | 1    | 3      | 0      |
| Wim De Decker          | Belgique      | Milieu de terrain | 6/04/1982         | 2000-2002  | 30 (30)           | 0    | 4      | 0      |
| Jordi De Jonghe        | Belgique      | Gardien de but    | 3/04/1992         | 2009-2010  | 5 (5)             | 0    | 0      | 0      |
| Gianni De Keersmaecker | Belgique      | Milieu de terrain | 7/07/1988         | 2008-2010  | 9 (9)             | 1    | 0      | 0      |
| Arthur De Keyser       | Belgique      | ?                 | ?                 | 1966-1967  | 0 (0)             | 0    | 0      | 0      |
| Rudy De Kerf           | Belgique      | ?                 | 16/02/1965        | 1984-1989  | 0 (0)             | 0    | 0      | 0      |
| Jan De Langhe          | Belgique      | Attaquant         | 25/09/1984        | 2001-2002  | 6 (6)             | 0    | 0      | 0      |
| Jurgen De Maayer       | Belgique      | ?                 | 7/02/1976         | 1994-1996  | 0 (0)             | 0    | 0      | 0      |
| Gunther De Meyer       | Belgique      | Milieu de terrain | 14/04/1968        | 1999-2002  | 83 (83)           | 2    | 6      | 1      |
| Sam De Munter          | Belgique      | Attaquant         | 10/09/1988        | 2006-2009  | 35 (3)            | 4    | 1      | 0      |
| Agnaldo De Oliveira    | Brésil        | ?                 | 3/10/1973         | 2000       | 0 (0)             | 0    | 0      | 0      |
| André De Poortere      | Belgique      | ?                 | 6/12/1934         | 1951-1963  | 0 (0)             | 0    | 0      | 0      |
| Hugo De Raeymaeker     | Belgique      | Attaquant         | 15/05/1942        | 1968-1975  | 175 (145)         | 41   | 0      | 0      |
| Patrick De Regter      | Belgique      | ?                 | 10/10/1956        | 1974-1975  | 0 (0)             | 0    | 0      | 0      |
| Jurgen De Smet         | Belgique      | ?                 | 8/12/1970         | 1986-1987  | 0 (0)             | 0    | 0      | 0      |
| Lars De Smet           | Belgique      | Attaquant         | 21/12/1983        | 2001-2003  | 5 (5)             | 0    | 0      | 0      |
| Steven De Smet         | Belgique      | Gardien de but    | 28/08/1973        | 1994-1996  | 2 (2)             | 0    | 0      | 0      |
| Wesley De Smet         | Belgique      | Milieu de terrain | 5/01/1977         | 1995-1997  | 15 (15)           | 1    | 2      | 0      |
| Geert De Vlieger       | Belgique      | Gardien de but    | 16/10/1971        | 1988-1995  | 166 (166)         | 0    | 3      | 1      |
| Filip De Wilde         | Belgique      | Gardien de but    | 5/07/1964         | 1980-1987  | 177 (177)         | 0    | 3      | 0      |
| Ivan De Wilde          | Belgique      | Gardien de but    | 9/05/1966         | 1985-1989  | 0 (0)             | 0    | 0      | 0      |
| Stijn De Wilde         | Belgique      | Attaquant         | 3/09/1988         | 2009-2010  | 28 (28)           | 1    | 1      | 0      |
| Youri De Wilde         | Belgique      | Gardien de but    | 28/05/1981        | 1999-2000  | 0 (0)             | 0    | 0      | 0      |
| Walter De Winter       | Belgique      | ?                 | ?                 | 1951-1958  | 0 (0)             | 0    | 0      | 0      |
| Bavo De Witte          | Belgique      | Défenseur         | 3/08/1989         | 2007-2009  | 1 (1)             | 0    | 0      | 0      |
| Kris De Wree           | Belgique      | Milieu de terrain | 21/05/1981        | 1999-2001  | 21 (21)           | 1    | 1      | 0      |
| René De Zutter         | Belgique      | ?                 | ?                 | 1953-1954  | 0 (0)             | 0    | 0      | 0      |
| Filip Deckers          | Belgique      | Gardien de but    | 13/02/1980        | 1998-2004  | 14 (14)           | 0    | 1      | 0      |
| Éric Decroix           | France        | Défenseur         | 7/03/1969         | 2002-2003  | 7 (7)             | 0    | 3      | 0      |
| Bart Deelkens          | Belgique      | Gardien de but    | 25/04/1978        | 2007-2008  | 35 (35)           | 0    | 4      | 1      |
| Stéphane Demets        | Belgique      | Défenseur         | 26/12/1976        | 1999-2004  | 91 (91)           | 1    | 10     | 0      |
| Andreï Demkine         | Russie        | Attaquant         | 21/02/1976        | 2001-2002  | 16 (16)           | 0    | 0      | 0      |
| Raymond Desmedt        | Pays-Bas      | Milieu de terrain | 7/05/1947         | 1968-1969  | 1 (1)             | 0    | 0      | 0      |
| Kenny Devuyst          | Belgique      | Défenseur         | 28/12/1977        | 1999-2002  | 30 (30)           | 1    | 5      | 1      |
| Nathan D'Haemers       | Belgique      | Milieu de terrain | 26/01/1978        | 2008-2010  | 51 (51)           | 3    | 12     | 0      |
| Bert Dhondt            | Belgique      | Milieu de terrain | 26/08/1973        | 1996-2000  | 114 (114)         | 10   | 21     | 1      |
| Mohammed Diallo        | Côte d'Ivoire | Milieu de terrain | 22/05/1983        | 2002-2006  | 109 (109)         | 6    | 10     | 2      |
| Abdoulaye Diawara      | Côte d'Ivoire | Défenseur         | 10/04/1981        | 2004-2008  | 87 (56)           | 3    | 12     | 3      |
| Yves Dignef            | Belgique      | ?                 | 23/12/1951        | 1977-1978  | 0 (0)             | 0    | 0      | 0      |
| Glenn Dillens          | Belgique      | Attaquant         | 18/01/1970        | 1996-1997  | 22 (22)           | 6    | 4      | 0      |
| Mahamadou Dissa        | Mali          | Attaquant         | 18/05/1979        | 2005-2007  | 63 (63)           | 21   | 3      | 0      |
| Abdoulaye Djire        | Côte d'Ivoire | Milieu de terrain | 28/02/1981        | 2003-2006  | 73 (73)           | 1    | 11     | 1      |

## E
| Joueur             | Nationalité                      | Position  | Date de naissance | Période(s)           | Matches (dont D1) | Buts | Jaunes | Rouges |
| ------------------ | -------------------------------- | --------- | ----------------- | -------------------- | ----------------- | ---- | ------ | ------ |
| Emmanuel Eboué     | Côte d'Ivoire                    | Défenseur | 4/06/1983         | 2002-2004            | 69 (69)           | 4    | 13     | 2      |
| Eugène Ekéké       | Cameroun                         | Attaquant | 30/05/1960        | 1986-1987            | 16 (16)           | 1    | 0      | 0      |
| Elos Elonga-Ekakia | République démocratique du Congo | Attaquant | 2/05/1974         | 1993-1994            | 0 (0)             | 0    | 0      | 0      |
| Hans Engbersen     | Pays-Bas                         | Attaquant | 11/11/1952        | 1974-1976            | 39 (39)           | 6    | 0      | 0      |
| Yves Essende       | République démocratique du Congo | Attaquant | 28/08/1968        | 1992-1994, 1996-1997 | 42 (42)           | 11   | 7      | 0      |
| Jan Evers          | Belgique                         | Défenseur | 28/10/1967        | 1987-1988            | 0 (0)             | 0    | 0      | 0      |

## F
| Joueur             | Nationalité | Position       | Date de naissance | Période(s) | Matches (dont D1) | Buts | Jaunes | Rouges |
| ------------------ | ----------- | -------------- | ----------------- | ---------- | ----------------- | ---- | ------ | ------ |
| Philippe Faes      | Belgique    | Gardien de but | 22/10/1978        | 1997-1998  | 0 (0)             | 0    | 0      | 0      |
| David Fairclough   | Angleterre  | Attaquant      | 5/01/1957         | 1986-1989  | 31 (31)           | 14   | 1      | 1      |
| Yannick Ferrera    | Belgique    | ?              | 24/09/1980        | 2000-2001  | 0 (0)             | 0    | 0      | 0      |
| Kris Fissers       | Belgique    | Gardien de but | 17/07/1962        | 1980-1982  | 3 (3)             | 0    | 0      | 0      |
| Thierry Flies      | Belgique    | Attaquant      | 19/12/1977        | 1996-2000  | 21 (21)           | 4    | 1      | 0      |
| Olivier Fontenette | France      | Défenseur      | 13/01/1983        | 2005-2006  | 27 (27)           | 1    | 3      | 0      |
| Khalid Fouhami     | Maroc       | Gardien de but | 25/12/1972        | 2000-2001  | 29 (29)           | 0    | 5      | 0      |
| Guy François       | Belgique    | Attaquant      | 27/07/1957        | 1987-1989  | 0 (0)             | 1    | 0      | 1      |
| Franky Frans       | Belgique    | Gardien de but | 27/02/1966        | 1996-1997  | 32 (32)           | 0    | 3      | 0      |

## G
| Joueur                           | Nationalité   | Position          | Date de naissance | Période(s) | Matches (dont D1) | Buts | Jaunes | Rouges |
| -------------------------------- | ------------- | ----------------- | ----------------- | ---------- | ----------------- | ---- | ------ | ------ |
| Philippe Garot                   | Belgique      | Attaquant         | 30/11/1948        | 1980-1984  | 122 (122)         | 1    | 6      | 0      |
| Kenny Gerin                      | Belgique      | ?                 | 5/06/1961         | 1978-1979  | 0 (0)             | 0    | 0      | 0      |
| George Gernaert                  | Pays-Bas      | ?                 | ?                 | 1972-1973  | 0 (0)             | 0    | 0      | 0      |
| Gervais Yao Kouassi « Gervinho » | Côte d'Ivoire | Attaquant         | 27/05/1987        | 2005-2007  | 61 (61)           | 14   | 8      | 0      |
| Roberto Giacomi                  | Canada        | Gardien de but    | 1/08/1986         | 2006-2007  | 2 (2)             | 0    | 0      | 0      |
| Gino Goemaere                    | Belgique      | ?                 | 25/12/1969        | 1986-1987  | 0 (0)             | 0    | 0      | 0      |
| Mehmet Gönülaçar                 | Turquie       | Attaquant         | 3/03/1972         | 2000-2001  | 5 (5)             | 1    | 0      | 0      |
| Raymond Goossens                 | Belgique      | Milieu de terrain | 23/11/1940        | 1965-1972  | 187 (127)         | 7    | 0      | 0      |
| Patrick Goots                    | Belgique      | Attaquant         | 10/04/1966        | 1994-1996  | 57 (57)           | 28   | 4      | 0      |
| Patrick Gorez                    | Belgique      | Attaquant         | 12/07/1955        | 1984-1987  | 79 (79)           | 11   | 3      | 0      |
| Armin Görtz                      | Allemagne     | Milieu de terrain | 30/08/1959        | 1983-1984  | 22 (22)           | 0    | 0      | 0      |
| David Grondin                    | France        | Défenseur         | 8/05/1980         | 2001-2002  | 29 (29)           | 2    | 2      | 0      |

## H
| Joueur           | Nationalité | Position          | Date de naissance | Période(s) | Matches (dont D1) | Buts | Jaunes | Rouges |
| ---------------- | ----------- | ----------------- | ----------------- | ---------- | ----------------- | ---- | ------ | ------ |
| Philip Haagdoren | Belgique    | Milieu de terrain | 25/06/1970        | 1995-1996  | 12 (12)           | 2    | 3      | 0      |
| John Halls       | Angleterre  | Milieu de terrain | 14/02/1982        | 2002-2003  | 12 (12)           | 0    | 4      | 0      |
| Leo Heirwegh     | Belgique    | Gardien de but    | 2/08/1952         | 1975-1976  | 1 (1)             | 0    | 0      | 0      |
| Tony Herreman    | Belgique    | Milieu de terrain | 23/01/1969        | 1985-1990  | 71 (71)           | 1    | 2      | 0      |
| Jürgen Heymans   | Belgique    | Milieu de terrain | 5/04/1973         | 1991-1995  | 29 (29)           | 0    | 3      | 0      |
| Wim Heyndrickx   | Belgique    | ?                 | 21/10/1966        | 1983-1984  | 0 (0)             | 0    | 0      | 0      |
| Jan Hoebeeck     | Belgique    | Milieu de terrain | 8/01/1958         | 1977-1980  | 44 (44)           | 1    | 2      | 0      |
| Wim Hofkens      | Pays-Bas    | Défenseur         | 27/03/1958        | 1976-1980  | 123 (123)         | 9    | 2      | 0      |
| Luc Hooftman     | Belgique    | Défenseur         | 30/07/1968        | 1984-1992  | 7 (7)             | 0    | 2      | 0      |

## I
| Joueur           | Nationalité | Position          | Date de naissance | Période(s) | Matches (dont D1) | Buts | Jaunes | Rouges |
| ---------------- | ----------- | ----------------- | ----------------- | ---------- | ----------------- | ---- | ------ | ------ |
| Gideon Imagbudu  | Nigeria     | Attaquant         | 5/08/1978         | 1997-2000  | 57 (57)           | 5    | 8      | 3      |
| Kristof Imschoot | Belgique    | Milieu de terrain | 4/12/1980         | 1998-2001  | 36 (36)           | 2    | 3      | 0      |
| Jonas Ivens      | Belgique    | Défenseur         | 14/10/1984        | 2003-2004  | 4 (4)             | 0    | 0      | 0      |

## J
| Joueur                   | Nationalité        | Position          | Date de naissance | Période(s) | Matches (dont D1) | Buts | Jaunes | Rouges |
| ------------------------ | ------------------ | ----------------- | ----------------- | ---------- | ----------------- | ---- | ------ | ------ |
| Steven Jacobs            | Belgique           | Milieu de terrain | 6/06/1987         | 2009-2010  | 32 (32)           | 2    | 5      | 0      |
| Tibor Jančula            | Slovaquie          | Attaquant         | 16/06/1969        | 1997-1998  | 7 (7)             | 2    | 2      | 0      |
| Andy Janssens            | Belgique           | Milieu de terrain | 12/12/1971        | 1992-1996  | 30 (30)           | 0    | 1      | 0      |
| Jean Janssens            | Belgique           | Attaquant         | 28/09/1944        | 1962-1981  | 129 (129)         | 39   | 2      | 0      |
| Ludo Janssens            | Belgique           | Attaquant         | 14/05/1962        | 1981-1983  | 5 (5)             | 0    | 0      | 0      |
| Mauro Janssens           | Belgique           | ?                 | 28/11/1991        | 2009-2010  | 0 (0)             | 0    | 0      | 0      |
| Omer Janssens            | Belgique           | Milieu de terrain | 11/02/1943        | 1962-1969  | 31 (31)           | 2    | 0      | 0      |
| Kamil Jansta             | République tchèque | Milieu de terrain | 6/08/1971         | 1997-1998  | 25 (25)           | 0    | 4      | 0      |
| Eddy Jaspers             | Belgique           | Défenseur         | 15/04/1956        | 1976-1986  | 284 (284)         | 19   | 5      | 0      |
| Carl Jegers              | Belgique           | ?                 | 24/12/1968        | 1987-1991  | 2 (2)             | 0    | 0      | 0      |
| Egil Johansen            | Norvège            | Milieu de terrain | 3/04/1962         | 1987-1988  | 9 (9)             | 3    | 0      | 0      |
| Jesper Top Johansen      | Danemark           | Milieu de terrain | 26/06/1974        | 1997-1999  | 13 (13)           | 0    | 1      | 0      |
| Jonathan Joseph-Augustin | France             | Défenseur         | 13/05/1981        | 2005-2007  | 52 (52)           | 3    | 7      | 2      |
| Omer Joris               | Belgique           | ?                 | ?                 | 1951-1953  | 0 (0)             | 0    | 0      | 0      |
| José Júnior              | Brésil             | Attaquant         | 15/06/1979        | 2000-2001  | 29 (29)           | 2    | 3      | 0      |
| Krunoslav Jurčić         | Croatie            | Milieu de terrain | 26/11/1969        | 1995-1996  | 21 (21)           | 0    | 5      | 1      |

## K
| Joueur                | Nationalité        | Position          | Date de naissance | Période(s) | Matches (dont D1) | Buts | Jaunes | Rouges |
| --------------------- | ------------------ | ----------------- | ----------------- | ---------- | ----------------- | ---- | ------ | ------ |
| Yves Kabwe-Kazadi     | Belgique           | Défenseur         | 29/12/1989        | 2007-2010  | 5 (5)             | 0    | 0      | 0      |
| Adaon Kalala          | Belgique           | Attaquant         | 7/01/1991         | 2009-2010  | 6 (6)             | 0    | 0      | 0      |
| Seydou Badjan Kanté   | Côte d'Ivoire      | Défenseur         | 7/08/1981         | 2003-2007  | 71 (71)           | 2    | 8      | 4      |
| Mohamed Kanu          | Sierra Leone       | Défenseur         | 5/07/1968         | 1998-1999  | 10 (10)           | 0    | 1      | 0      |
| József Keller         | Hongrie            | Milieu de terrain | 25/09/1965        | 1995-1996  | 9 (9)             | 0    | 1      | 0      |
| Karel Kesselaers      | Belgique           | Défenseur         | 3/09/1959         | 1988-1989  | 12 (12)           | 1    | 0      | 0      |
| Volkan Kilimci        | Turquie            | Gardien de but    | 16/02/1972        | 2000-2001  | 1 (1)             | 0    | 0      | 0      |
| Constant Kipré Kaiper | Côte d'Ivoire      | Attaquant         | 6/10/1983         | 2002-2007  | 89 (89)           | 18   | 5      | 0      |
| Geert Knapen          | Belgique           | Attaquant         | 20/12/1972        | 1997-1998  | 14 (14)           | 1    | 2      | 0      |
| Zoran Kokot           | Bosnie-Herzégovine | Attaquant         | 28/06/1985        | 2008-2010  | 27 (27)           | 2    | 3      | 1      |
| Damian Kot            | Pologne            | Défenseur         | 23/06/1973        | 1990-1992  | 2 (2)             | 0    | 1      | 0      |
| Alain Koudou          | Côte d'Ivoire      | Attaquant         | 21/10/1984        | 2004-2008  | 52 (52)           | 6    | 8      | 0      |
| Igor Kozlov           | Russie             | Milieu de terrain | 7/08/1970         | 1994-1996  | 15 (15)           | 1    | 0      | 0      |
| Sergije Krešić        | Yougoslavie        | Défenseur         | 29/11/1946        | 1969-1970  | 2 (2)             | 0    | 0      | 0      |
| Marek Kusto           | Pologne            | Attaquant         | 29/04/1954        | 1982-1990  | 250 (232)         | 39   | 11     | 0      |

## L
| Joueur            | Nationalité                      | Position          | Date de naissance | Période(s)           | Matches (dont D1) | Buts | Jaunes | Rouges |
| ----------------- | -------------------------------- | ----------------- | ----------------- | -------------------- | ----------------- | ---- | ------ | ------ |
| Michaël Lacroix   | République démocratique du Congo | Milieu de terrain | 14/10/1985        | 2008-2010            | 17 (0)            | 1    | 2      | 0      |
| Ben Lambeets      | Belgique                         | Gardien de but    | 31/08/1971        | 1991-1992            | 0 (0)             | 0    | 0      | 0      |
| Paul Lambrichts   | Belgique                         | Défenseur         | 16/10/1954        | 1982-1990            | 136 (136)         | 7    | 12     | 3      |
| Kristof Lardenoit | Belgique                         | Défenseur         | 8/07/1983         | 2002-2005, 2006-2010 | 175 (175)         | 4    | 28     | 4      |
| David Le Bras     | France                           | Milieu de terrain | 4/10/1983         | 2003-2004            | 18 (18)           | 0    | 3      | 1      |
| Frédéric Ledent   | Belgique                         | Gardien de but    | 27/01/1990        | 2007-2010            | 4 (4)             | 0    | 0      | 0      |
| Sang-il Lee       | Corée du Sud                     | Milieu de terrain | 25/05/1979        | 2000-2001            | 19 (19)           | 1    | 1      | 0      |
| Erwin Lemmens     | Belgique                         | Gardien de but    | 12/05/1976        | 1995-1999, 2009-2010 | 86 (86)           | 0    | 7      | 1      |
| Dominique Lemoine | Belgique                         | Milieu de terrain | 12/03/1966        | 1986-1988            | 30 (30)           | 3    | 1      | 0      |
| Saúl Lisazo       | Argentine                        | Attaquant         | 1/06/1955         | 1976-1979            | 29 (29)           | 5    | 0      | 0      |
| Ismo Lius         | Finlande                         | Attaquant         | 30/11/1965        | 1985-1986            | 9 (9)             | 0    | 0      | 0      |
| Chakir Lmaknafi   | Belgique                         | Milieu de terrain | 24/06/1989        | 2007-2010            | 28 (28)           | 2    | 2      | 0      |
| Julien Lodders    | Belgique                         | Défenseur         | 30/10/1962        | 1982-1996            | 322 (322)         | 23   | 53     | 2      |
| Igor Lolo         | Côte d'Ivoire                    | Défenseur         | 22/07/1982        | 2003-2005            | 10 (10)           | 1    | 0      | 0      |
| Ingmar Lorré      | Belgique                         | Milieu de terrain | 18/08/1962        | 1979-1984            | 1 (1)             | 0    | 0      | 0      |

## M
| Joueur                | Nationalité   | Position          | Date de naissance | Période(s)           | Matches (dont D1) | Buts | Jaunes | Rouges |
| --------------------- | ------------- | ----------------- | ----------------- | -------------------- | ----------------- | ---- | ------ | ------ |
| Laurent Macquet       | France        | Milieu de terrain | 11/08/1979        | 2006-2007            | 34 (34)           | 0    | 1      | 0      |
| Eddy Maes             | Belgique      | Défenseur         | 8/08/1962         | 1981-1990            | 125 (115)         | 8    | 4      | 1      |
| Peter Maes            | Belgique      | Gardien de but    | 1/06/1964         | 1995-1996            | 34 (34)           | 0    | 2      | 0      |
| Timothy Maes          | Belgique      | ?                 | 19/03/1986        | 2004-2005            | 0 (0)             | 0    | 0      | 0      |
| William Maes          | Belgique      | Attaquant         | 14/10/1943        | 1970-1971            | 12 (12)           | 3    | 0      | 0      |
| Frank Magerman        | Belgique      | Milieu de terrain | 9/11/1977         | 1995-1999            | 2 (2)             | 0    | 0      | 0      |
| Mehdi Makhloufi       | France        | Milieu de terrain | 14/10/1978        | 2001-2002            | 3 (3)             | 0    | 0      | 0      |
| Armand Mandakan Mahan | Côte d'Ivoire | Défenseur         | 9/07/1983         | 2003-2007            | 100 (100)         | 2    | 18     | 0      |
| Marc Manders          | Belgique      | Défenseur         | 7/07/1951         | 1976-1977            | 3 (3)             | 0    | 0      | 0      |
| Yves Andreas Manga    | Sénégal       | Défenseur         | 15/10/1980        | 2007-2008            | 17 (17)           | 0    | 3      | 3      |
| Kristof Mannaert      | Belgique      | Milieu de terrain | 11/12/1977        | 1996-1998            | 2 (2)             | 0    | 0      | 0      |
| Koen Mannaerts        | Belgique      | Milieu de terrain | 22/10/1969        | 1986-1990            | 8 (8)             | 0    | 0      | 0      |
| Salvino Marinelli     | Belgique      | Milieu de terrain | 8/08/1963         | 1985-1987, 1988-1990 | 46 (45)           | 11   | 1      | 0      |
| Gertjan Martens       | Belgique      | Milieu de terrain | 4/03/1987         | 2008-2010            | 61 (61)           | 6    | 6      | 0      |
| Ronny Martens         | Belgique      | Attaquant         | 22/12/1958        | 1981-1984            | 82 (82)           | 34   | 0      | 0      |
| Sandy Martens         | Belgique      | Attaquant         | 23/12/1972        | 2007-2008            | 26 (26)           | 5    | 2      | 0      |
| Carl Massagie         | Belgique      | Défenseur         | 6/03/1965         | 1982-1997            | 256 (256)         | 9    | 26     | 1      |
| Willem Massoels       | Belgique      | Milieu de terrain | 28/03/1986        | 2003-2005            | 1 (1)             | 0    | 0      | 0      |
| Roland Matthijssens   | Belgique      | Attaquant         | 1945              | 1967-1968            | 4 (4)             | 0    | 0      | 0      |
| Peter Meeusen         | Belgique      | Milieu de terrain | 11/09/1973        | 1993-1997            | 67 (67)           | 2    | 2      | 0      |
| David Meul            | Belgique      | Gardien de but    | 3/07/1981         | 2000-2005            | 5 (5)             | 0    | 0      | 1      |
| Dirk Meul             | Belgique      | ?                 | 16/11/1958        | 1976-1977            | 0 (0)             | 0    | 0      | 0      |
| Ludovic Monsieur      | Belgique      | Attaquant         | 20/04/1950        | 1971-1973            | 4 (4)             | 1    | 0      | 0      |
| Omer Moortgat         | Belgique      | ?                 | 12/06/1930        | 1951-1957            | 0 (0)             | 0    | 0      | 0      |
| René Moortgat         | Belgique      | ?                 | ?                 | 1951-1953            | 0 (0)             | 0    | 0      | 0      |
| Dimitrios Morales     | Grèce         | Attaquant         | 25/07/1984        | 2002-2003            | 1 (1)             | 0    | 0      | 0      |
| Roger Mous            | Belgique      | Gardien de but    | 30/10/1950        | 1970-1971            | 0 (0)             | 0    | 0      | 0      |
| Jimmy Mulisa          | Rwanda        | Attaquant         | 24/04/1984        | 2008-2009            | 12 (12)           | 5    | 2      | 0      |

## N
| Joueur          | Nationalité   | Position          | Date de naissance | Période(s) | Matches (dont D1) | Buts | Jaunes | Rouges |
| --------------- | ------------- | ----------------- | ----------------- | ---------- | ----------------- | ---- | ------ | ------ |
| Arsène Né       | Côte d'Ivoire | Défenseur         | 4/01/1981         | 2001-2004  | 78 (78)           | 3    | 10     | 2      |
| Marco Né        | Côte d'Ivoire | Milieu de terrain | 17/07/1983        | 2003-2006  | 66 (66)           | 8    | 1      | 0      |
| Enzo Neve       | Belgique      | Milieu de terrain | 13/08/1987        | 2005-2006  | 0 (0)             | 0    | 0      | 0      |
| Arbën Nuhiji    | Macédoine     | Attaquant         | 27/02/1972        | 1997-2000  | 59 (59)           | 14   | 3      | 0      |
| Sunny Nwachukwu | Nigeria       | Milieu de terrain | 15/01/1976        | 1998-1999  | 11 (11)           | 0    | 0      | 0      |
| Chidi Nwanu     | Nigeria       | Défenseur         | 1/01/1967         | 1991-1994  | 75 (75)           | 4    | 8      | 1      |
| Jozsef Nyikos   | Hongrie       | Attaquant         | 9/10/1968         | 1999-2000  | 10 (10)           | 1    | 1      | 0      |

## O
| Joueur            | Nationalité   | Position  | Date de naissance | Période(s) | Matches (dont D1) | Buts | Jaunes | Rouges |
| ----------------- | ------------- | --------- | ----------------- | ---------- | ----------------- | ---- | ------ | ------ |
| Kwakye Oduro      | Belgique      | Défenseur | 8/02/1987         | 2006-2008  | 26 (26)           | 1    | 5      | 1      |
| Luciano Olguín    | Argentine     | Attaquant | 9/03/1982         | 2008-2009  | 24 (24)           | 9    | 8      | 2      |
| Sekou Ouattara    | Côte d'Ivoire | Défenseur | 19/03/1986        | 2004-2008  | 56 (56)           | 2    | 6      | 0      |
| Souleymane Oularé | Guinée        | Attaquant | 16/10/1972        | 1992-1994  | 28 (28)           | 8    | 2      | 0      |

## P
| Joueur                   | Nationalité   | Position          | Date de naissance | Période(s)           | Matches (dont D1) | Buts | Jaunes | Rouges |
| ------------------------ | ------------- | ----------------- | ----------------- | -------------------- | ----------------- | ---- | ------ | ------ |
| Marc Palmaerts           | Belgique      | Milieu de terrain | 27/01/1966        | 1985-1988            | 0 (0)             | 0    | 0      | 0      |
| Frank Peeraer            | Belgique      | Milieu de terrain | 11/09/1963        | 1982-1989            | 69 (69)           | 9    | 4      | 0      |
| Luc Peersman             | Belgique      | Défenseur         | 28/01/1969        | 1987-1992            | 40 (40)           | 1    | 9      | 0      |
| Marvin Peersman          | Belgique      | Attaquant         | 10/02/1991        | 2009-2010            | 20 (0)            | 0    | 4      | 0      |
| Rudi Peersman            | Belgique      | Défenseur         | 22/03/1956        | 1977-1978            | 0 (0)             | 0    | 0      | 0      |
| Tristan Peersman         | Belgique      | Gardien de but    | 28/09/1979        | 1996-2000            | 16 (16)           | 0    | 2      | 1      |
| Wognonwon Georcelin Péhé | Côte d'Ivoire | Milieu de terrain | 10/08/1980        | 2001-2004            | 41 (41)           | 2    | 3      | 0      |
| Antonius Pfaff           | Belgique      | Milieu de terrain | 24/10/1952        | 1972-1975, 1979-1980 | 21 (21)           | 1    | 0      | 0      |
| Danny Pfaff              | Belgique      | Défenseur         | 19/12/1958        | 1975-1991            | 126 (126)         | 2    | 4      | 1      |
| Jean-Marie Pfaff         | Belgique      | Gardien de but    | 4/12/1953         | 1971-1982            | 146 (146)         | 0    | 0      | 0      |
| Frédéric Pierre          | Belgique      | Attaquant         | 23/02/1974        | 2002-2003            | 7 (7)             | 1    | 0      | 0      |
| Glen Piessens            | Belgique      | Gardien de but    | 7/05/1988         | 2005-2008            | 1 (1)             | 0    | 0      | 0      |
| Jan Pieters              | Belgique      | ?                 | 7/11/1957         | 1977-1978            | 0 (0)             | 0    | 0      | 0      |
| Benno Pintens            | Belgique      | Attaquant         | 18/08/1956        | 1978-1981            | 3 (3)             | 1    | 0      | 0      |
| Thierry Pister           | Belgique      | Milieu de terrain | 2/09/1965         | 1996-1998            | 54 (54)           | 5    | 6      | 0      |
| Zbignieuw Pocialik       | Pologne       | Gardien de but    | 1/06/1945         | 1974-1975            | 7 (7)             | 0    | 0      | 0      |
| Lukas Poklepovic         | Yougoslavie   | Gardien de but    | 16/02/1945        | 1968-1973            | 0 (0)             | 0    | 0      | 0      |
| Julien Pooters           | Belgique      | ?                 | 1/01/1940         | 1965-1970            | 0 (0)             | 0    | 0      | 0      |
| Gerry Poppe              | Belgique      | Milieu de terrain | 19/09/1970        | 1990-1993            | 22 (22)           | 0    | 0      | 0      |
| Gábor Puglits            | Hongrie       | Défenseur         | 26/12/1967        | 1997-2000            | 47 (47)           | 1    | 8      | 2      |
| Luc Put                  | Belgique      | ?                 | 5/07/1964         | 1983-1984            | 0 (0)             | 0    | 0      | 0      |

## R
| Joueur                     | Nationalité   | Position          | Date de naissance | Période(s) | Matches (dont D1) | Buts | Jaunes | Rouges |
| -------------------------- | ------------- | ----------------- | ----------------- | ---------- | ----------------- | ---- | ------ | ------ |
| Bozidar Ranogajec          | Yougoslavie   | Attaquant         | 4/02/1943         | 1967-1968  | 12 (12)           | 0    | 0      | 0      |
| Carioca Renato De Oliveira | Brésil        | Défenseur         | 29/07/1971        | 2000-2001  | 25 (25)           | 0    | 5      | 2      |
| Maurice Renier             | Belgique      | Défenseur         | 7/03/1938         | 1967-1972  | 0 (0)             | 0    | 0      | 0      |
| Jeffrey Rentmeister        | Belgique      | Défenseur         | 11/07/1984        | 2008-2010  | 61 (0)            | 12   | 14     | 2      |
| Christophe Revel           | France        | Gardien de but    | 25/03/1979        | 2001-2003  | 15 (15)           | 0    | 1      | 0      |
| Luigi Riccio               | Italie        | Milieu de terrain | 22/12/1978        | 1999-2000  | 1 (1)             | 0    | 0      | 0      |
| Dirk Roelandt              | Belgique      | Attaquant         | 18/02/1954        | 1971-1976  | 5 (5)             | 2    | 0      | 0      |
| Eddy Roelandt              | Belgique      | ?                 | 9/11/1946         | 1968-1971  | 0 (0)             | 0    | 0      | 0      |
| Jacques Roelandt           | Belgique      | ?                 | 10/07/1945        | 1967-1976  | 29 (29)           | 0    | 0      | 0      |
| Robert Roest               | Pays-Bas      | Défenseur         | 30/10/1969        | 1994-1995  | 31 (31)           | 1    | 1      | 0      |
| Robert Rogiers             | Belgique      | Attaquant         | 5/01/1944         | 1962-1975  | 24 (24)           | 11   | 0      | 0      |
| N'Dri Romaric              | Côte d'Ivoire | Milieu de terrain | 4/06/1983         | 2003-2005  | 44 (44)           | 18   | 9      | 1      |
| Dirk Rosez                 | Belgique      | Gardien de but    | 5/01/1961         | 1979-1990  | 46 (46)           | 0    | 1      | 1      |
| Peter Rufai                | Nigeria       | Gardien de but    | 24/08/1963        | 1992-1993  | 0 (0)             | 0    | 0      | 0      |
| Jared Ruymaekers           | Belgique      | Défenseur         | 8/02/1986         | 2004-2005  | 0 (0)             | 0    | 0      | 0      |
| Theo Ruymbeke              | Belgique      | Milieu de terrain | 8/11/1948         | 1967-1971  | 0 (0)             | 0    | 0      | 0      |

## S
| Joueur                 | Nationalité                      | Position          | Date de naissance | Période(s) | Matches (dont D1) | Buts | Jaunes | Rouges |
| ---------------------- | -------------------------------- | ----------------- | ----------------- | ---------- | ----------------- | ---- | ------ | ------ |
| Yannick Salem          | République du Congo              | Milieu de terrain | 29/03/1983        | 2008-2009  | 11 (11)           | 1    | 0      | 1      |
| Moussa Sanogo          | Côte d'Ivoire                    | Attaquant         | 16/07/1983        | 2002-2006  | 81 (81)           | 28   | 7      | 1      |
| Ebrahima Sawaneh       | Gambie                           | Attaquant         | 7/09/1986         | 2006-2008  | 39 (39)           | 22   | 7      | 0      |
| Nadir Sbaa             | Belgique                         | Attaquant         | 22/04/1982        | 2001-2002  | 8 (8)             | 0    | 0      | 0      |
| Éric Scalia            | France                           | Défenseur         | 27/09/1972        | 1997-1999  | 63 (63)           | 1    | 4      | 0      |
| Franz-Josef Schmedding | Allemagne                        | Attaquant         | 4/12/1963         | 1984-1988  | 26 (26)           | 16   | 1      | 0      |
| Heinz Schönberger      | Allemagne                        | Milieu de terrain | 30/12/1949        | 1978-1985  | 182 (182)         | 36   | 1      | 0      |
| Patrick Schoofs        | Belgique                         | Milieu de terrain | 10/03/1959        | 1980-1983  | 69 (69)           | 5    | 0      | 0      |
| Frank Schrauwen        | Belgique                         | Défenseur         | 4/07/1948         | 1973-1977  | 30 (30)           | 2    | 0      | 0      |
| Olivier Schuddinck     | Belgique                         | Attaquant         | 4/03/1987         | 2006-2007  | 0 (0)             | 0    | 0      | 0      |
| Angelo Sciacca         | Belgique                         | ?                 | 15/02/1982        | 2001-2002  | 0 (0)             | 0    | 0      | 0      |
| Regilio Seedorf        | Pays-Bas                         | Milieu de terrain | 13/12/1988        | 2007-2009  | 3 (3)             | 0    | 0      | 0      |
| Johan Seghers          | Belgique                         | ?                 | 30/05/1984        | 2001-2002  | 0 (0)             | 0    | 0      | 0      |
| Werry Sels             | Belgique                         | Milieu de terrain | 19/02/1974        | 1998-2001  | 86 (86)           | 7    | 5      | 1      |
| Steve Sidwell          | Angleterre                       | Milieu de terrain | 14/12/1982        | 2002-2003  | 0 (0)             | 0    | 0      | 0      |
| Didier Simba-Ekanza    | République démocratique du Congo | Attaquant         | 9/08/1969         | 1997-1999  | 40 (40)           | 4    | 6      | 2      |
| Jan Simoen             | Belgique                         | Attaquant         | 9/12/1953         | 1979-1980  | 9 (9)             | 1    | 0      | 0      |
| Moshe Sinai            | Israël                           | Milieu de terrain | 28/02/1961        | 1987-1988  | 0 (0)             | 0    | 0      | 0      |
| Éric Smet              | Belgique                         | ?                 | ?                 | 1967-1968  | 0 (0)             | 0    | 0      | 0      |
| Jimmy Smet             | Belgique                         | Défenseur         | 31/10/1977        | 1996-2000  | 85 (85)           | 0    | 14     | 3      |
| Robbie Smet            | Belgique                         | ?                 | 25/09/1959        | 1977-1978  | 0 (0)             | 0    | 0      | 0      |
| Lambert Smid           | République tchèque               | Milieu de terrain | 9/08/1968         | 1995-2001  | 148 (148)         | 22   | 28     | 3      |
| Kristof Snelders       | Belgique                         | Attaquant         | 5/09/1982         | 2009-2010  | 36 (36)           | 11   | 0      | 0      |
| Karel Snoeckx          | Belgique                         | Milieu de terrain | 29/10/1973        | 2006-2008  | 57 (57)           | 4    | 14     | 1      |
| Yves Soudan            | Belgique                         | Attaquant         | 23/10/1967        | 1991-1993  | 57 (57)           | 18   | 5      | 0      |
| Graham Stack           | République d’Irlande             | Gardien de but    | 26/09/1981        | 2002-2003  | 29 (29)           | 0    | 1      | 1      |
| Patrick Stalmans       | Belgique                         | Milieu de terrain | 31/10/1959        | 1982-1988  | 120 (110)         | 10   | 2      | 1      |
| Igors Stepanovs        | Lettonie                         | Défenseur         | 21/01/1976        | 2003-2004  | 21 (21)           | 0    | 3      | 1      |
| Gunther Sterckx        | Belgique                         | ?                 | 26/10/1966        | 1996-1997  | 26 (26)           | 8    | 1      | 0      |
| Gino Stevelinck        | Belgique                         | ?                 | 25/01/1960        | 1979-1982  | 3 (3)             | 0    | 0      | 0      |
| Robert Stevens         | Belgique                         | Attaquant         | 6/07/1950         | 1978-1982  | 52 (52)           | 11   | 0      | 0      |
| Olivier Suray          | Belgique                         | Défenseur         | 16/10/1971        | 2000-2001  | 25 (25)           | 0    | 7      | 2      |

## T
| Joueur              | Nationalité   | Position          | Date de naissance | Période(s)           | Matches (dont D1) | Buts | Jaunes | Rouges |
| ------------------- | ------------- | ----------------- | ----------------- | -------------------- | ----------------- | ---- | ------ | ------ |
| Ladji Mékémé Tamla  | Côte d'Ivoire | Milieu de terrain | 19/09/1985        | 2004-2008            | 78 (78)           | 0    | 8      | 3      |
| Jerzy Tannhäuser    | Allemagne     | Attaquant         | 13/04/1967        | 1990-1991            | 1 (1)             | 0    | 0      | 0      |
| Bartosz Tarachulski | Pologne       | Attaquant         | 14/05/1975        | 1999-2000            | 25 (25)           | 3    | 3      | 0      |
| Benoît Thans        | Belgique      | Milieu de terrain | 20/08/1964        | 2000-2001            | 9 (9)             | 2    | 5      | 0      |
| Davy Theunis        | Belgique      | Défenseur         | 28/01/1980        | 1998-2008            | 170 (170)         | 7    | 22     | 2      |
| Paul Theunis        | Belgique      | Milieu de terrain | 16/03/1952        | 1981-1987            | 144 (144)         | 30   | 5      | 0      |
| Dirk Thoelen        | Belgique      | Défenseur         | 15/05/1968        | 1991-1997            | 165 (165)         | 4    | 10     | 1      |
| Olivier Tia         | Côte d'Ivoire | Attaquant         | 22/12/1982        | 2004-2005            | 12 (12)           | 1    | 0      | 0      |
| Paul Tisdale        | Angleterre    | Milieu de terrain | 14/01/1973        | 1999-2000            | 1 (1)             | 0    | 0      | 0      |
| Alexandre Tokpa     | Côte d'Ivoire | Milieu de terrain | 16/11/1985        | 2004-2008            | 105 (105)         | 6    | 7      | 1      |
| Guðmundur Torfason  | Islande       | Attaquant         | 13/12/1961        | 1986-1987            | 7 (7)             | 0    | 0      | 0      |
| Remco Torken        | Pays-Bas      | Attaquant         | 3/01/1972         | 1997-1998, 1999-2001 | 97 (97)           | 33   | 6      | 0      |
| Yaya Touré          | Côte d'Ivoire | Milieu de terrain | 13/05/1983        | 2001-2004            | 70 (70)           | 3    | 13     | 0      |
| Boubacar Traoré     | Côte d'Ivoire | Défenseur         | 26/09/1981        | 2004-2006            | 1 (1)             | 0    | 0      | 1      |
| Ousmane Traore      | Sénégal       | Attaquant         | 15/02/1985        | 2008-2010            | 27 (0)            | 5    | 5      | 0      |
| Florent Truyens     | Belgique      | Milieu de terrain | 17/02/1956        | 1978-1980            | 52 (52)           | 2    | 3      | 0      |

## U
| Joueur      | Nationalité | Position  | Date de naissance | Période(s) | Matches (dont D1) | Buts | Jaunes | Rouges |
| ----------- | ----------- | --------- | ----------------- | ---------- | ----------------- | ---- | ------ | ------ |
| Sašo Udovič | Slovénie    | Attaquant | 12/12/1968        | 1993-1996  | 80 (80)           | 29   | 6      | 0      |

## V
| Joueur                  | Nationalité | Position          | Date de naissance | Période(s)           | Matches (dont D1) | Buts | Jaunes | Rouges |
| ----------------------- | ----------- | ----------------- | ----------------- | -------------------- | ----------------- | ---- | ------ | ------ |
| John Van Abbeny         | Belgique    | Attaquant         | 20/01/1936        | 1965-1968            | 0 (0)             | 0    | 0      | 0      |
| Edwin van Ankeren       | Pays-Bas    | Attaquant         | 13/08/1968        | 1989-1992            | 52 (52)           | 19   | 6      | 1      |
| Wesley Van Belle        | Belgique    | Défenseur         | 5/08/1986         | 2008-2010            | 55 (55)           | 4    | 6      | 0      |
| Marc Van Britsom        | Belgique    | Milieu de terrain | 19/01/1966        | 1986-1994            | 204 (158)         | 11   | 20     | 1      |
| Jozef Van Campenhout    | Belgique    | ?                 | 3/05/1948         | 1971-1972            | 0 (0)             | 0    | 0      | 0      |
| Joachim Van Damme       | Belgique    | Milieu de terrain | 23/07/1991        | 2007-2010            | 25 (25)           | 0    | 6      | 1      |
| Omer Van Damme          | Belgique    | ?                 | ?                 | 1962-1963            | 0 (0)             | 0    | 0      | 0      |
| Philip Van De Perre     | Belgique    | ?                 | 10/08/1979        | 1999-2000            | 0 (0)             | 0    | 0      | 0      |
| Kris Van De Putte       | Belgique    | Gardien de but    | 22/12/1975        | 1999-2002            | 27 (27)           | 0    | 3      | 1      |
| Robert Van De Sompel    | Belgique    | Milieu de terrain | 17/07/1947        | 1968-1975            | 37 (37)           | 2    | 0      | 0      |
| Patrick Van De Vel      | Belgique    | ?                 | 6/12/1960         | 1977-1978            | 0 (0)             | 0    | 0      | 0      |
| Roeland Van Den Bergh   | Belgique    | ?                 | 5/03/1973         | 1990-1991            | 0 (0)             | 0    | 0      | 0      |
| Georges Van Den Bogaert | Belgique    | ?                 | ?                 | 1962-1964            | 0 (0)             | 0    | 0      | 0      |
| Bart Van den Eede       | Belgique    | Attaquant         | 3/11/1977         | 1994-2000            | 111 (111)         | 26   | 19     | 1      |
| Nico Van Der Goten      | Belgique    | ?                 | 31/01/1972        | 1993-1995            | 2 (2)             | 0    | 0      | 0      |
| Tom Van Der Goten       | Belgique    | ?                 | 25/08/1969        | 1987-1990            | 1 (1)             | 0    | 0      | 0      |
| Stephan Van Der Heyden  | Belgique    | Milieu de terrain | 3/07/1969         | 1987-1991            | 55 (55)           | 11   | 2      | 0      |
| Robert Van Der Linden   | Belgique    | ?                 | 21/09/1952        | 1979-1980            | 1 (1)             | 0    | 0      | 0      |
| André Van Esbroeck      | Belgique    | Gardien de but    | 28/10/1939        | 1967-1972            | 0 (0)             | 0    | 0      | 0      |
| Jan Van Eyken           | Belgique    | ?                 | 23/01/1959        | 1980-1982            | 1 (1)             | 0    | 0      | 0      |
| Paul Van Genechten      | Belgique    | Défenseur         | 24/04/1941        | 1967-1980            | 98 (98)           | 0    | 4      | 0      |
| Steven Van Geneugden    | Belgique    | Milieu de terrain | 18/03/1987        | 2007-2010            | 6 (6)             | 0    | 0      | 0      |
| Étienne Van Geystelen   | Belgique    | ?                 | ?                 | 1962-1963            | 0 (0)             | 0    | 0      | 0      |
| Pascal Van Gheem        | Belgique    | Gardien de but    | 28/02/1968        | 1990-1994            | 2 (2)             | 0    | 0      | 0      |
| Nick Van Goethem        | Belgique    | Défenseur         | 21/01/1985        | 2004-2005            | 0 (0)             | 0    | 0      | 0      |
| Rudi Van Goethem        | Belgique    | Défenseur         | 17/05/1953        | 1972-1976, 1978-1980 | 48 (48)           | 2    | 1      | 0      |
| Alfred Van Gremberghe   | Belgique    | Milieu de terrain | 14/02/1949        | 1971-1975            | 33 (33)           | 0    | 0      | 0      |
| Matthias Van Gysel      | Belgique    | Défenseur         | 17/02/1989        | 2006-2009            | 8 (8)             | 0    | 3      | 0      |
| Maurice van Ham         | Pays-Bas    | Milieu de terrain | 25/04/1966        | 1989-1995, 1996-1997 | 163 (163)         | 18   | 24     | 0      |
| Yves Van Hauter         | Belgique    | ?                 | 12/09/1970        | 1986-1991            | 1 (1)             | 0    | 0      | 0      |
| Steven Van Herreweghe   | Belgique    | Défenseur         | 19/08/1976        | 1995-1996            | 3 (3)             | 0    | 1      | 0      |
| Fernand Van Hoecke      | Belgique    | ?                 | ?                 | 1951-1953            | 0 (0)             | 0    | 0      | 0      |
| Antoine Van Hove        | Belgique    | Gardien de but    | 6/10/1947         | 1974-1975            | 1 (1)             | 0    | 0      | 0      |
| David Van Hoyweghen     | Belgique    | Défenseur         | 20/03/1976        | 1995-1998, 2006-2007 | 86 (86)           | 4    | 12     | 1      |
| Eric Van Kessel         | Pays-Bas    | Milieu de terrain | 28/02/1966        | 1988-1990            | 64 (59)           | 6    | 5      | 2      |
| Dominique Van Maele     | Belgique    | Défenseur         | 15/09/1970        | 1994-1996            | 41 (41)           | 2    | 3      | 0      |
| Roger Van Moer          | Belgique    | ?                 | ?                 | 1951-1953            | 0 (0)             | 0    | 0      | 0      |
| Wilfried Van Moer       | Belgique    | Milieu de terrain | 1/03/1945         | 1964-1965, 1980-1982 | 50 (50)           | 6    | 2      | 1      |
| Dirk Van Oekelen        | Belgique    | Défenseur         | 31/03/1971        | 2002-2003            | 12 (12)           | 0    | 0      | 0      |
| Martin Van Ophuizen     | Pays-Bas    | Défenseur         | 3/11/1968         | 1997-2000            | 59 (59)           | 0    | 8      | 2      |
| Hervé Van Overtvelt     | Belgique    | Milieu de terrain | 22/10/1971        | 1989-1996            | 182 (143)         | 29   | 16     | 0      |
| Norbert Van Puymbroeck  | Belgique    | ?                 | ?                 | 1962-1963            | 0 (0)             | 0    | 0      | 0      |
| Léopold Van Remoortel   | Belgique    | ?                 | ?                 | 1967-1971            | 0 (0)             | 0    | 0      | 0      |
| Léon Van Rooy           | Belgique    | Gardien de but    | ?                 | 1967-1968            | 0 (0)             | 0    | 0      | 0      |
| Johan Van Rumst         | Belgique    | Milieu de terrain | 30/12/1977        | 1996-2002            | 69 (69)           | 6    | 4      | 0      |
| Stefaan Van Rumst       | Belgique    | Attaquant         | 13/01/1972        | 1992-1994            | 6 (6)             | 0    | 0      | 0      |
| David Van Steen         | Belgique    | Gardien de but    | 24/09/1982        | 2001-2002            | 1 (1)             | 0    | 0      | 0      |
| Peter van Velzen        | Pays-Bas    | Attaquant         | 11/10/1958        | 1988–1989            | 7 (7)             | 1    | 0      | 0      |
| Peter van Vossen        | Pays-Bas    | Attaquant         | 21/04/1968        | 1989-1992            | 84 (84)           | 37   | 10     | 1      |
| André Vanderlinden      | Belgique    | Défenseur         | 22/02/1946        | 1970-1972            | 0 (0)             | 0    | 0      | 0      |
| Roland Velkeneers       | Belgique    | Gardien de but    | 18/07/1965        | 1997-1999            | 19 (19)           | 0    | 3      | 1      |
| William Verdonck        | Belgique    | ?                 | 9/12/1944         | 1968-1971            | 0 (0)             | 0    | 0      | 0      |
| Andy Vereertbruggen     | Belgique    | Défenseur         | 7/02/1980         | 1998-2002            | 5 (5)             | 0    | 1      | 0      |
| Richard Verelst         | Belgique    | ?                 | 15/02/1944        | 1967-1976            | 37 (37)           | 0    | 0      | 0      |
| Stefan Vereycken        | Belgique    | Milieu de terrain | 29/04/1966        | 1988-1989            | 29 (28)           | 2    | 4      | 0      |
| Constant Verhaert       | Belgique    | ?                 | ?                 | 1968-1969            | 0 (0)             | 0    | 0      | 0      |
| Marnik Verhelle         | Belgique    | ?                 | 24/03/1964        | 1983-1984            | 0 (0)             | 0    | 0      | 0      |
| Patrick Verhoosel       | Pays-Bas    | Défenseur         | 8/05/1954         | 1972-1979            | 11 (11)           | 0    | 0      | 0      |
| Davino Verhulst         | Belgique    | Gardien de but    | 25/11/1987        | 2004-2007            | 9 (9)             | 0    | 0      | 0      |
| Jasper Vermeerbergen    | Belgique    | Défenseur         | 8/01/1988         | 2008-2010            | 22 (0)            | 1    | 5      | 0      |
| Pieter Vervaet          | Belgique    | Attaquant         | 29/01/1992        | 2008-2010            | 9 (9)             | 0    | 1      | 0      |
| Danny Vervoort          | Belgique    | ?                 | 19/10/1964        | 1985-1987            | 0 (0)             | 0    | 0      | 0      |
| Luc Verwaest            | Belgique    | ?                 | 3/08/1968         | 1987-1989            | 0 (0)             | 1    | 0      | 0      |
| Geert Vinck             | Belgique    | Gardien de but    | 12/02/1971        | 1987-1990            | 0 (0)             | 0    | 0      | 0      |
| Eric Viscaal            | Pays-Bas    | Attaquant         | 20/03/1968        | 1988-1989            | 34 (34)           | 17   | 0      | 0      |
| Stijn Vlaminck          | Belgique    | Milieu de terrain | 9/03/1979         | 1995-2002            | 115 (115)         | 7    | 19     | 2      |
| Bert Vleeshouwer        | Belgique    | ?                 | 26/09/1971        | 1986-1990            | 2 (2)             | 0    | 0      | 0      |
| Björn Vleminckx         | Belgique    | Attaquant         | 1/12/1985         | 2002-2005            | 40 (40)           | 3    | 2      | 1      |
| Dirk Volckerick         | Belgique    | Milieu de terrain | 26/06/1968        | 1986-1997            | 135 (135)         | 3    | 26     | 5      |
| Mark Volders            | Belgique    | Gardien de but    | 13/04/1977        | 2004-2005            | 23 (23)           | 0    | 0      | 0      |
| Herwig Vosters          | Belgique    | ?                 | 26/08/1958        | 1979-1980            | 1 (1)             | 0    | 0      | 0      |

## W
| Joueur              | Nationalité | Position          | Date de naissance | Période(s) | Matches (dont D1) | Buts | Jaunes | Rouges |
| ------------------- | ----------- | ----------------- | ----------------- | ---------- | ----------------- | ---- | ------ | ------ |
| Dieter Weihrauch    | Allemagne   | Milieu de terrain | 2/07/1958         | 1979-1983  | 98 (98)           | 9    | 5      | 0      |
| Alain Westerlinck   | Belgique    | Défenseur         | 13/06/1968        | 1986-1987  | 0 (0)             | 0    | 0      | 0      |
| Robert Weyn         | Belgique    | Défenseur         | 21/03/1940        | 1956-1958  | 0 (0)             | 0    | 0      | 0      |
| Karl-Heinz Wissmann | Allemagne   | Attaquant         | 2/02/1947         | 1978-1979  | 6 (6)             | 0    | 0      | 0      |
| Steven Wostijn      | Belgique    | Milieu de terrain | 28/12/1975        | 2001-2004  | 71 (71)           | 10   | 8      | 1      |

## Y
| Joueur           | Nationalité   | Position | Date de naissance | Période(s) | Matches (dont D1) | Buts | Jaunes | Rouges |
| ---------------- | ------------- | -------- | ----------------- | ---------- | ----------------- | ---- | ------ | ------ |
| Gilles Yapi-Yapo | Côte d'Ivoire | Milieu   | 30/01/1982        | 2001-2004  | 67 (67)           | 15   | 5      | 0      |

## Z
| Joueur          | Nationalité   | Position  | Date de naissance | Période(s) | Matches (dont D1) | Buts | Jaunes | Rouges |
| --------------- | ------------- | --------- | ----------------- | ---------- | ----------------- | ---- | ------ | ------ |
| Marcin Żewłakow | Pologne       | Attaquant | 22/04/1976        | 1998-1999  | 23 (23)           | 8    | 3      | 0      |
| Michał Żewłakow | Pologne       | Défenseur | 22/04/1976        | 1998-1999  | 24 (24)           | 1    | 1      | 1      |
| Venance Zézé    | Côte d'Ivoire | Attaquant | 17/06/1981        | 2001-2006  | 82 (82)           | 22   | 5      | 2      |

### Sources
- (nl) « Liste des joueurs du club », sur Belgian Soccer Database (SK Beveren-Waes)
- (nl) « Liste des joueurs du club », sur Belgian Soccer Database (KSK Beveren)